# Musée d'art contemporain de Montréal
 (octobre 2024).
Si vous disposez d'ouvrages ou d'articles de référence ou si vous connaissez des sites web de qualité traitant du thème abordé ici, merci de compléter l'article en donnant les références utiles à sa vérifiabilité et en les liant à la section « Notes et références ».
Pour les articles homonymes, voir Musée d'art contemporain et MAC.
Le Musée d'art contemporain de Montréal (MAC) est une institution muséale québécoise située à Montréal au Québec. Fondé le 1er juin 1964, il est le premier musée canadien entièrement consacré à l'art contemporain. Initialement hébergé dans des locaux temporaires de Place Ville Marie à partir de mars 1965, le musée emménage au Château Dufresne en juin 1965, puis à la Cité du Havre dans le bâtiment de la Galerie d'art international de l'Exposition universelle de 1967 dès 1968. En 1992, le musée intègre son site permanent dans la Place des Arts. Durant la transformation de ses espaces à la Place des Arts (débuté en 2021), le musée occupe des locaux temporaires à la Place Ville Marie. La collection du musée comporte près de 8 200 œuvres. En plus des expositions temporaires, les activités du musée incluent aussi des programmes éducatifs et d’autres projets variés offerts en partenariat avec divers organismes montréalais.

## Historique
Le Musée d'art contemporain de Montréal (MAC) est fondé le 4 juin 1964 par le ministère des Affaires culturelles du Québec créé en 1961. Georges-Émile Lapalme, premier titulaire du ministère, demande à Guy Robert de devenir le premier directeur du musée, qui est la première institution au Canada vouée exclusivement à l'art contemporain. 
En 1964, le musée s'établit dans des locaux inoccupés situés au rez-de-chaussée de la Place Ville-Marie où est présentée une rétrospective des œuvres de l'artiste français Georges Rouault. 
Le musée se déplace en juin 1965 au Château Dufresne, à proximité du Jardin botanique de Montréal, où ont lieu une soixante d'expositions. 
De 1968 à 1992, il s'installe dans la Galerie internationale des arts du pavillon de l'Exposition universelle de 1967, à la Cité du Havre. La première exposition qui s'y déroule est la rétrospective de Jean Dallaire. En 1983, le musée change de statut : il devient une corporation autonome gérée par un conseil d'administration. 
En 1992, le musée emménage au centre-ville sur le site de la Place des Arts de Montréal. Il est conçu par Jodoin Lamarre Pratte et Associés, lauréats d'un concours international d'architecture avec plus de 100 participants.
Dès lors, le musée est intégré au plus vaste complexe culturel au Québec et au Canada, où se côtoient les arts de la scène et les arts visuels. Au lendemain de l'inauguration de son nouvel édifice, près de 20 000 personnes défilent au musée les 29 et 30 mai 1992. Lors du déménagement au centre-ville de Montréal, l'artiste Geneviève Cadieux conçoit une œuvre photographique, La Voie lactée. Cette représentation en gros plan de lèvres est toujours exposée sur le toit de l'édifice. En 1994, le Conseil des arts de Montréal décerne le Grand Prix 1993 au musée pour féliciter la réussite de son installation au centre-ville et l'excellence de ses réalisations.
Quatre salles sont réservées aux expositions de la collection, où l'on retrouve des œuvres reflétant les courants marquants de l'art actuel. On y retrouve des œuvres d'artistes québécois, canadiens et internationaux. Quatre autres salles sont dédiées aux expositions temporaires.

### Projet de transformation

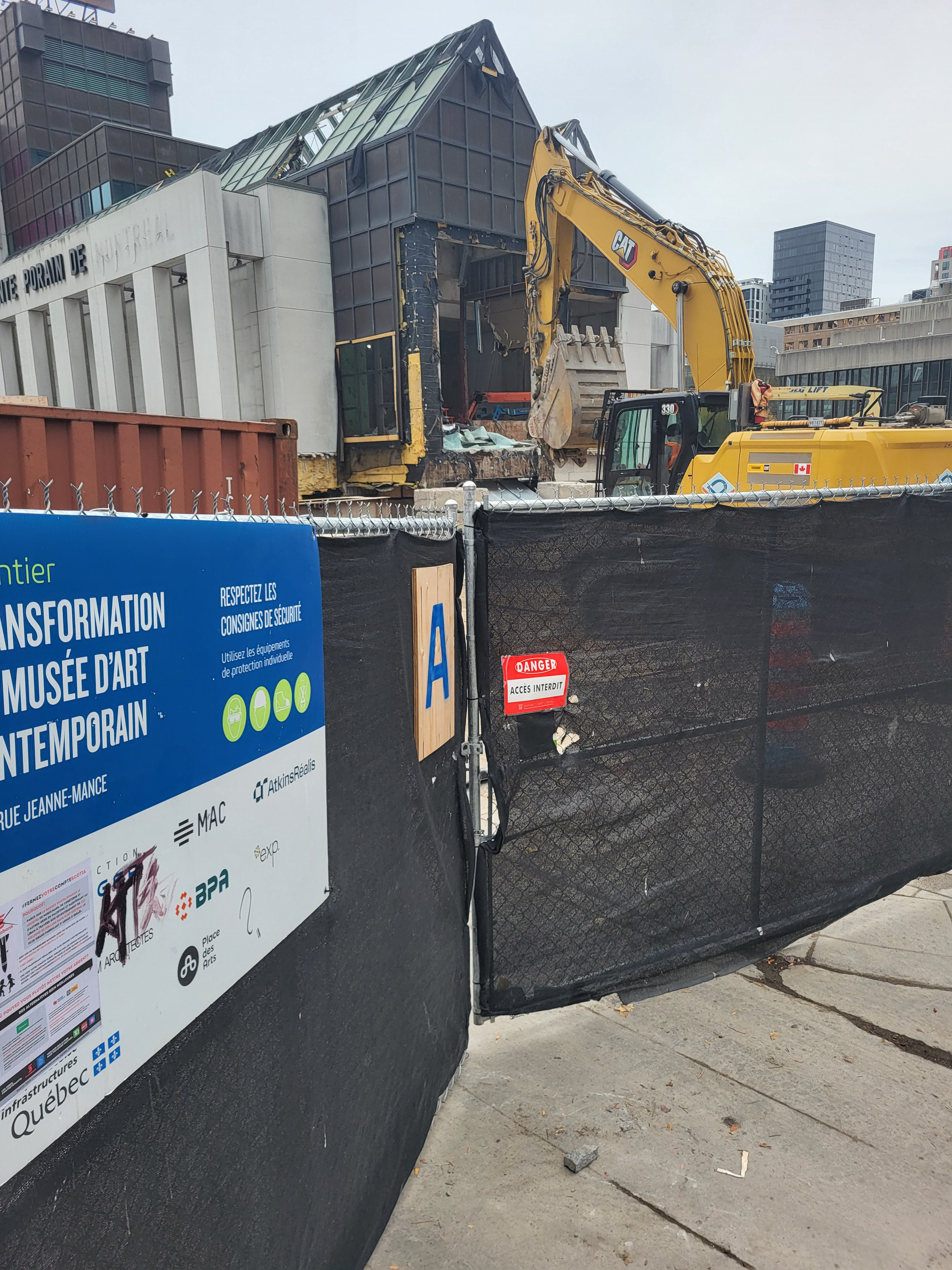
Chantier de transformation, le 4 novembre 2024

À la fin de 2021, le musée s’installe de nouveau temporairement à la Place Ville Marie pour la durée de son projet de transformation. Celui-ci consiste en des rénovations apportées à la structure de l’immeuble pour y ajouter des espaces d’expositions et des aires publiques. À Place Ville Marie, le musée continue de présenter des expositions, ainsi que des projections d’œuvres vidéographiques, en plus d’offrir des activités de médiation, d’action culturelle et d’éducation. Le MAC rouvrira ses portes à la Place des Arts en 2028.

## Mission
Sa mission consiste à faire connaître, promouvoir et conserver l'art contemporain québécois, tout en assurant une présence de l'art contemporain canadien et international par des présentations de sa collection permanente (8 158 œuvres en 2023-22, dont la plus importante collection d’œuvres de Paul-Émile Borduas) et des expositions temporaires d’œuvres d’artistes québécois, canadiens et internationaux. De plus, le musée présente de nombreuses créations multimédias : performance, nouvelle danse, théâtre expérimental, musique actuelle, vidéo et cinéma qui confirment son mandat de diffuseur de l’art contemporain.

## Collection
Depuis sa fondation en 1964, le musée a développé une collection d’œuvres d’art d’une valeur historique inestimable qui témoigne de recherches incontournables en art contemporain québécois, en prenant soin de les situer au sein des pratiques diversifiées de la scène canadienne et internationale. Actuellement composée de près de 8 200 œuvres d’art, le développement de cette collection est au cœur de la mission du musée. Première et unique collection sociétale consacrée à l’art contemporain au pays, elle constitue un tableau vivant de l’art actuel et permet de refléter une histoire des questionnements et des transformations portés par les artistes à travers les décennies. Cette collection reflète le dynamisme et l’innovation des pratiques en peinture et en sculpture; elle témoigne de la transformation de l’image imprimée, de la prolifération de l’image photographique, filmique et vidéographique, de l’apport incontournable du performatif ; elle représente l’effervescence des pratiques installatrices, sonores et médiatiques au moyen d’œuvres phares.

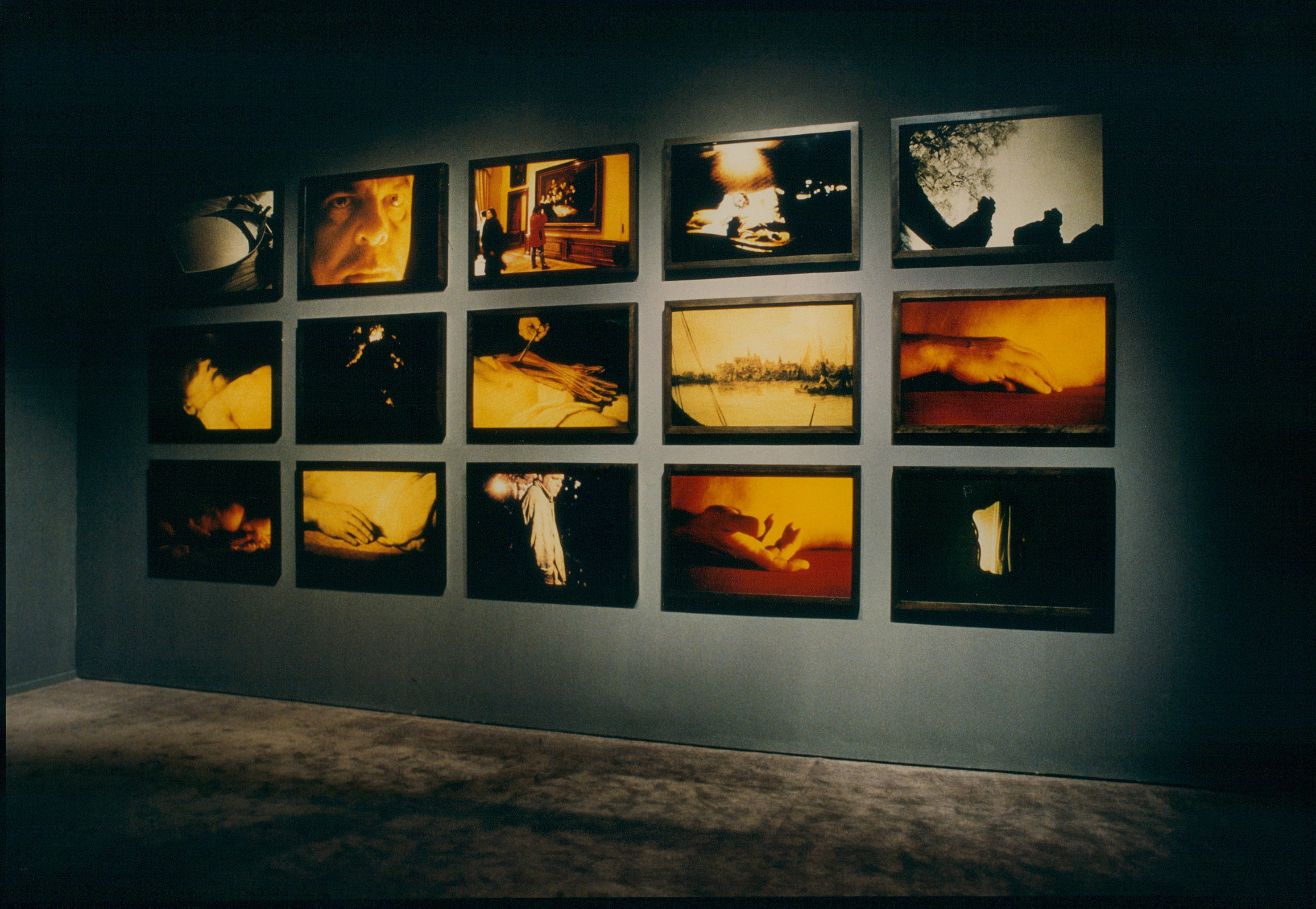
15 épreuves à développement chromogène (1995), Alain Laframboise, collection du Musée d'art contemporain

Dès sa création en 1964, la collection du musée s’est développée grâce à la générosité des artistes, des collectionneurs, d’associations, de fondations et de galeries. Au cours des deux premières années d’acquisitions, une centaine d’œuvres ont été offertes au musée sur les quelque 400 qui constituaient alors sa collection, soit 25 % d’une collection comptant alors 200 œuvres d’artistes québécois, 20 œuvres de praticiens canadiens et 180 œuvres d’artistes internationaux. Depuis, plusieurs décisions ont été marquantes pour le développement de l’identité de la collection. En 1971, le musée s’est porté acquéreur de la collection Lortie, composée de 105 œuvres d’artistes québécois réalisées principalement au cours des années 1960. En 1973, le don des Musées nationaux du Canada de 55 œuvres de Paul-Émile Borduas permet au musée de constituer le fonds principal des œuvres et des archives de l’artiste. Entre 1972 et 1988, 87 œuvres ont été offertes par le Dr Max Stern et madame Iris Stern, collectionneurs pionniers établis à Montréal. En 1988, le musée accueille le legs René Payant, composé de 45 œuvres actuelles, principalement québécoises, de la collection personnelle du théoricien et critique d’art québécois. En 1992, le musée fait l’acquisition de la collection Lavalin à l’aide de fonds provenant du ministère des Affaires culturelles du Québec. Cette collection contient 1 324 œuvres, principalement d’artistes québécois et canadiens.
En 2020-2021, en réponse aux bouleversements engendrés par la crise sanitaire, le musée consacre la totalité de son budget d’acquisition à l’achat d’œuvres d’artistes établis au Québec, souhaitant ainsi soutenir l’écosystème artistique local durement touché par la pandémie. Au total, 51 œuvres sont acquises dans le cadre de la campagne Je soutiens l’art d’ici..

## Directeurs
- Guy Robert 1964-1966
- Gilles Hénault 1966-1971
- Henri Barras 1971-1972
- Fernande Saint-Martin 1972-1977
- Louise Letocha 1977-1982
- André Ménard 1982-1985
- Marcel Brisebois  1985-2004
- Marc Mayer        2004-2009
- Monique Gauthier (intérim)        2009
- Paulette Gagnon        2009-2013
- John Zeppetelli        2013-2024[3]
- Stéphan La Roche        2024-[4]